# Запис Ранђеловића оброк западни (Базовик)
Запис Ранђеловића оброк западни (Базовик) се налази на парцели чији је власник Ранђеловић Светозар.

## Локација
| Општина             | Пирот                                                                       |
| Катастарска општина | Базовик                                                                     |
| Потес               | Дел                                                                         |
| Координате          | 43° 17′ 56″ С; 22° 26′ 19″ И / 43.298999999999999° С; 22.438600000000001° И |
| Надморска висина    | 724m                                                                        |

## Карактеристике
Дендрометријске вредности утврђене на терену и сателитским снимцима:
| Стабло                     | Крст |
| Висина стабла              | m    |
| Обим дебла                 | m    |
| Пречник крошње             | 0m   |
| Пречник дебла              | m    |
| Висина дебла до прве гране | m    |

## База записа
Запис је у оквиру Викимедија пројекта "Запис - Свето дрво" заведен под редним бројем 0857.